# 대현교통
대현교통은 대구광역시의 옛 시내버스 운송 업체이다.

## 역사 및 현황
1970년 1월 12일에 시내버스 운송 면허를 취득하여 대구시 수성구 범물1동에서 설립했다. 1990년 후반기에 회사 사정이 나빠지자, 1999년 부도 처리, 2001년 사업을 청산하면서 자취를 감추게 되었다. 당시 운행되던 차량들은 세운버스, 우일교통, 우주교통, 대명교통, 동광버스자동차 등으로 인수했다. 대명교통, 우주교통, 세운버스에 남아 있었던 대현교통 출신 차량들은 모두 대차되어 흔적없이 사라졌다. 대현교통이 사용하던 범물1동 차고지는 우일교통이 그 자리로 이전하여 사용하다, 2002년 세진교통에 합병된 이후 경산시 대평동으로 옮기면서 현대교통이 그 자리를 이어받아 사용하고 있다.

## 차고지
- 대구광역시 수성구 범물동